# Wojciech Jankowerny

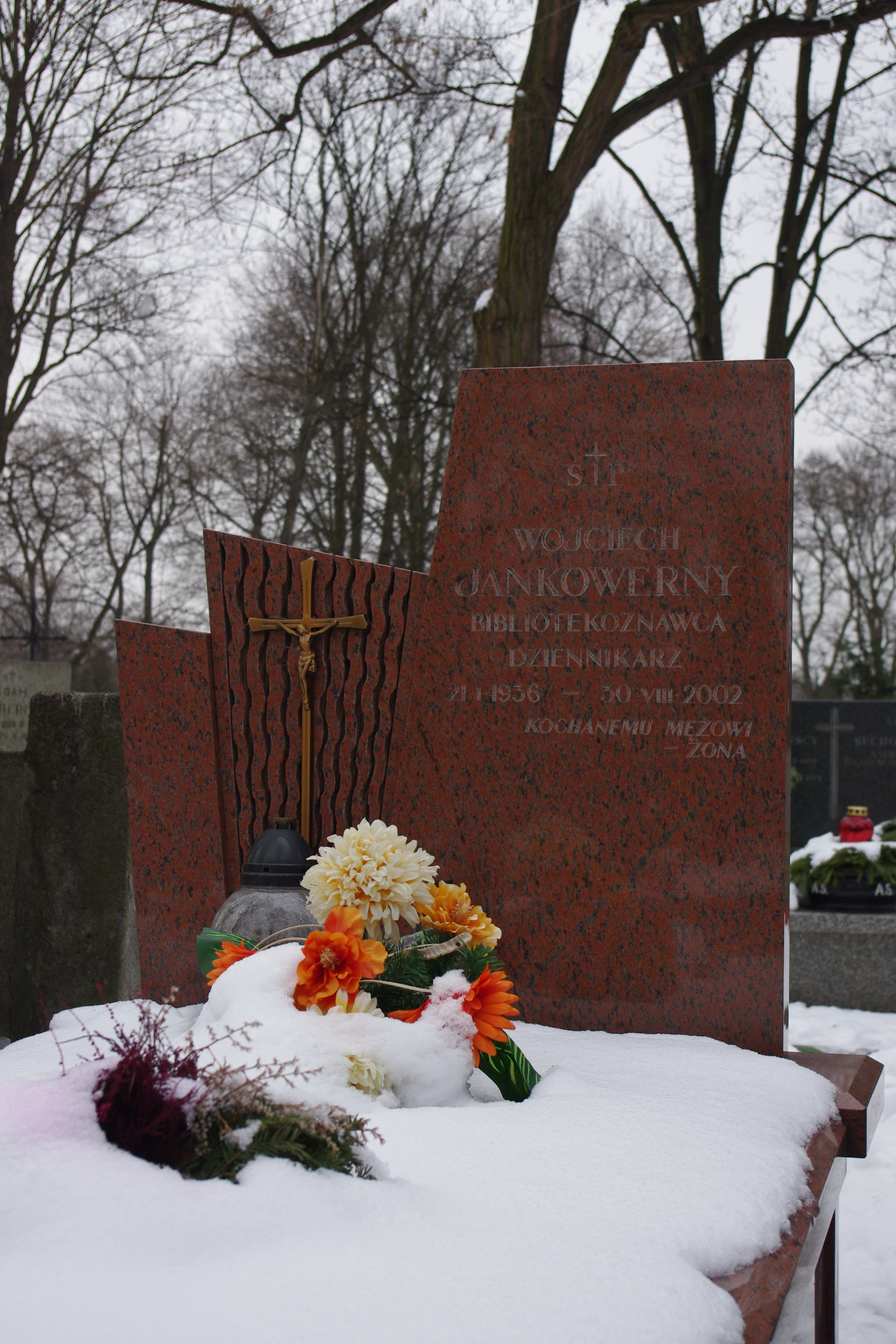
Grób Wojciecha Jankowernego na cmentarzu Bródnowskim

Wojciech Jankowerny (ur. 21 stycznia 1936 w Warszawie, zm. 30 sierpnia 2002 tamże) – polski bibliotekoznawca, dziennikarz, bibliograf.

## Życiorys
Uczęszczał do Liceum Ogólnokształcącego im. Bolesława Prusa w Skierniewicach, które ukończył w 1953. Od 1954 studiował na Wydziale Filologicznym Uniwersytetu Warszawskiego, cztery lata później obronił pracę magisterską z bibliotekoznawstwa, na temat „Egzemplarz obowiązkowy w Polsce. Historia i stan obecny”.
Od września 1958 do 1960 pracował w Instytucie Książki i Czytelnictwa Biblioteki Narodowej, a w latach 1960–1967 w Instytucie Bibliograficznym Biblioteki Narodowej. W 1964 wspólnie z Marią Jasińską opracowali „Bibliografię pracowników Politechniki Warszawskiej 1915–1965”, równocześnie pomiędzy 1964 a 1967 był redaktorem „Biuletynu Informacyjnego Biblioteki Narodowej”. Po rezygnacji z pracy w Bibliotece Narodowej rozpoczął pracę dziennikarza, pracował w redakcji „Teatru Ludowego”, „Zarzewia” oraz jako kierownik działu publicystyki w „Tygodniku Kulturalnym”. W latach 1970–1973 był rzecznikiem prasowym Biblioteki Narodowej. Po przejściu na rentę zdrowotną podjął pracę w niepełnym wymiarze jako dyplomowany kustosz w Narodowym Ośrodku ISDS Instytutu Bibliograficznego Biblioteki Narodowej, od 1993 przez rok był współredaktorem „Wypożyczania Międzybibliotecznego”, a następnie rozpoczął pracę nad „Bibliografią niezależnych wydawnictw ciągłych z lat 1976–1990”, która ukazała się w 2001 po redakcją Stefanii Marii Skwirowskiej.
Został pochowany na cmentarzu Bródnowskim (kwatera 50F-6-24).